# (2739) Taguacipa
(2739) Taguacipa es un asteroide que forma parte del cinturón de asteroides y fue descubierto por Joseph L. Brady desde el Observatorio del Monte Wilson, Estados Unidos, el 17 de octubre de 1952.

## Designación y nombre
Taguacipa recibió inicialmente la designación de 1952 UZ1.
Posteriormente, en 1993, se nombró por Taguacipa, un dios de la mitología inca.

## Características orbitales
Taguacipa orbita a una distancia media del Sol de 2,456 ua, pudiendo acercarse hasta 2,138 ua y alejarse hasta 2,775 ua. Su inclinación orbital es 1,169 grados y la excentricidad 0,1297. Emplea en completar una órbita alrededor del Sol 1406 días.

## Características físicas
La magnitud absoluta de Taguacipa es 13,3. Tiene un diámetro de 11,3 km y se estima su albedo en 0,0731.